# Ukajlidi
Ukajlidi (arap. عقيليون) su bili arapska šijitska dinastija koja je u 10. i 11. stoljeću vladala područjima današnje Sirije, Iraka i Turske. Prvotno su vladali područjem oko današnjeg turskog grada Diyarbakıra, a zatim su se 979. godine udružili s Hamdanidima i krenuli u pohod protiv iranskog Bujidskog Carstva koje je prethodno zauzelo strateški važan grad Mosul i većinu Mezopotamije. Udružene arapske snage 989. godine ostvaruju kontrolu nad Mosulom, a potom se Ukajlidi okreću protiv saveznika Hamdanida koje pobjeđuju odnosno prisvajaju sva područja pod njihovom upravom. Godine 1096. sve ukajlidske teritorije pokorili su Seldžuci, a vladajuća dinastija bježi na sjever Arabije.